# Seder Olam Zutà
Seder Olam Zutà (hebreu: סדר עולם זוטא) és una crònica anònima de 804 a. C., anomenada "Zuṭta" (= "més petit," o "més jove") per distingir-lo del més vell Seder Olam Rabbah. Aquest treball està basat en el més antic, i en certa manera, continua i completa la crònica més vella. Consta de dues parts principals: la primera, que comprèn aproximadament tres cinquenes parts de la totalitat, tracta la cronologia de les 50 generacions des d'Adam fins a Joaquim (qui, segons aquesta crònica, era el pare del exilarca babilònic); el segon tracta 39 generacions de exilarques, començant amb Joaquim.

## Genealogia dels exilarques
És evident que l'objecte d'aquest treball era mostrar que els exilarques babilònics eren descendents directes de David. Després d'una curta introducció, presa del Seder Olam Rabbah, dona la cronologia general des d'Adam fins a la destrucció del Segon Temple —un període de 3.828 anys—, i declara el nombre d'anys que van transcórrer entre els esdeveniments més importants, com entre la inundació i la confusió de llengües, etc. El Seder Olam Zuṭta és més complet, en arribar a aquest punt, que el treball més gran, doncs dona la durada de les generacions entre Adam i Abraham, que manca en el Seder Olam Rabbah. Dona també el temps de vida de cadascun dels dotze fills de Jacob, segons registra la tradició. En altres casos, només enumera les generacions.
De David en endavant, dona els noms dels summes sacerdots i profetes que van viure en el temps de cada rei. Així, per exemple, David va tenir a Abiatar com a summe sacerdot, i a Natan i Gad com a profetes; Salomó, que va ascendir al tron a l'edat de tres anys, va tenir a Sadoc com a summe sacerdot, i a Jonatan, Iddo, i Ahijah com a profetes. D'aquesta manera, completa la llista de summes sacerdots enumerats en I Cròniques. Shallum (Versos 38-39) oficiava en el temps de Amon de Judà, i entre ell i Azariah, va servir en el temps de Roboam, va haver-hi 12 summes sacerdots. Però en I Cròniques. només es numeran cinc summes sacerdots, els noms dels quals no es troben entre els daus pel Seder Olam Zuṭun. L'autor del treball divideix aquestes 50 generacions en cinc sèries, cadascuna amb 10 generacions, sent l'últim de cada sèrie, respectivament, Noè, Abraham, Boaz, Ahazià de Judà, i Joaquim.

## Els descendents de Joaquim
La segona part del treball comença amb la declaració que Jeconies de Judà, qui va regnar només tres mesos i deu dies, i va ser portat a captivitat per Nabucodonosor II.Se li va donar després un alt càrrec per Evilmerodac, per la qual cosa es va convertir en el primer príncep de la Captivitat. Corregint el compte genealògic, una mica confusa de Cròniques, el Seder Olam Zuṭun declara que Joaquim va tenir quatre fills, el major dels quals era Shealtiel, qui va succeir al seu pare.
A continuació, la crònica enumera els successius exilarques, recompte en part de Cròniques, però diferint molt d'aquest text.
Amb les morts de Ageu, Zacaries, i Malaquies, acaba el període dels profetes, i comença el dels homes savis (hakhamim). Es donen també els noms dels reis que van regnar sobre Judea, des d'Alexandre el Gran fins a la conquesta romana, quan es va produir la destrucció del Segon Temple. Igual que el Seder Olam Rabbah, aquesta crònica cobreix els regnats dels Macabeus i de la dinastia herodiana, cobrint 103 anys cadascun. Es pot comprovar que la dinastia herodiana consistia, segons el Seder Olam Zuṭun, en només tres reis: Herodes I el Gran, Herodes Agripa I, i Monobaz II. Al final del regnat de Monobaz, i durant el temps del 11º exilarca, Shechaniah, els romans van destruir el Temple. Més enllà, de Nahum, el 17è. exilarca, es donen els noms dels savis, probablement els caps de l'acadèmia, que ajudaven als exilarques. Amb Rab Huna, el 29.º exilarca, la línia masculina directa descendent de David es va acabar. El següent exilarca es declara descendent de Rab Huna a través de la seva filla, la dona de R. Hananiah, cap de la ieixivà, el matrimoni de la qual es relaciona extensament.